# Kayaba Ku-2

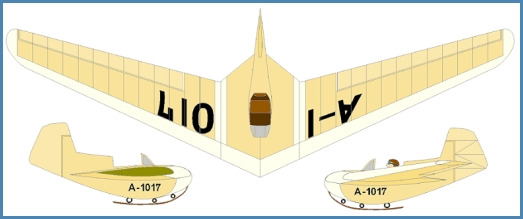
Kayaba HK-1

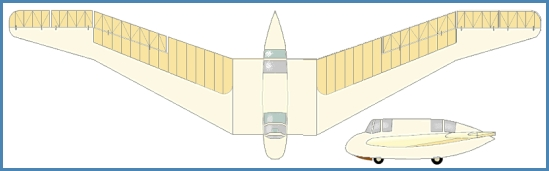
Kayaba Ku-3

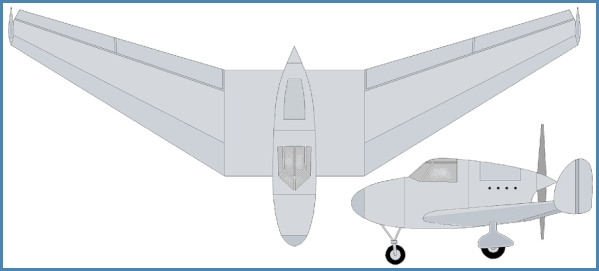
Kayaba Ku-4

Die Kayaba Ku-2 war ein japanisches Experimentalsegelflugzeug.

## Entwicklung
Die Ku-2 gehörte zu einer Serie von Nurflügelflugzeugen, die in Japan im Auftrag der Kaiserlichen Japanischen Armee während des Zweiten Weltkrieges von 1938 bis 1942 von Kayaba Kōgyō gebaut wurden, um die Möglichkeiten der schwanzlosen Flugzeuge zu untersuchen.
Der Ingenieur Hidemasa Kimura entwickelt mit dem Chefkonstrukteur Shigeki Naito die Ku-2 auf der Basis des Vorgängermodell HK-1. Die Maschine hatte einen Pfeilflügel ähnlich der Delta I von Alexander Lippisch mit zwei Seitenrudern am Ende der Tragflügel. Mit der Ku-2 wurden zwischen Oktober 1940 und Mai 1941 insgesamt 262 Testflüge durchgeführt.
Die Ku-3 war ebenfalls ein Nurflügel, allerdings ohne vertikale Stabilisierungsflächen und einem gepfeilten Innenflügel und einem weniger gepfeilten Außenflügel.
Die Ergebnisse der Testreihen gingen in die Version der Ku-4 ein. Die Ku-4 wurde mit einem 90 kW (120 PS) starken Heckmotor mit Druckpropeller als Motorflugzeug gebaut. Die Versuchsreihe wurde 1942 aufgegeben, eine Serienfertigung gab es nicht.

## Technische Daten
| Kenngröße    | Daten Kayaba Ku-2 |
| ------------ | ----------------- |
| Konstrukteur | Hidemasa Kimura   |
| Spannweite   | 9,80 m            |
| Flügelfläche | 14,50 m²          |
| Rumpflänge   | 3,04 m            |